# Liste der Wappen im Landkreis Bamberg
Die Liste der Wappen im Landkreis Bamberg zeigt die Wappen der Gemeinden im bayerischen Landkreis Bamberg.

## Landkreis Bamberg

Landkreis Bamberg In Gold nebeneinander ein linksgewendeter, mit einer silbernen Schräglinksleiste überdeckter, rot bewehrter schwarzer Löwe und ein steigender, widersehender, rot bezungter schwarzer Keiler, der einen durchgehenden, schräggestellten silbernen Abtsstab mit silbernem Schweißtuch im Gebrech (Maul) hält und mit dem linken Vorderhammer (Bein) stützt.[1]
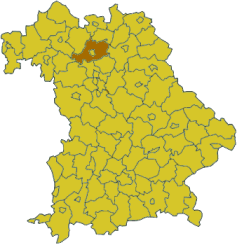
Lage des Landkreises Bamberg in Bayern
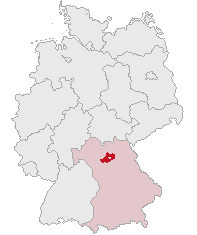
Lage des Landkreises Bamberg in Deutschland

## Wappen der Städte, Märkte und Gemeinden

Gemeinde Altendorf Unter rotem Schildhaupt, darin ein waagrechter silberner Schlüssel, in Gold ein schwarzes Pferd.[2]
Stadt Baunach In Rot drei silberne Wellenpfähle, überdeckt mit einem schräg liegenden goldenen Fisch.
Gemeinde Bischberg In Rot über silbernem Dreiberg zwei schräg gekreuzte, zugekehrte silberne Bischofsstäbe, überdeckt von einer goldenen Schalenwaage.[3]
Gemeinde Breitengüßbach In Silber ein Bauer mit blauer Weste, blauen Kniehosen, rotem Hemd, roten Kniestrümpfen und schwarzem Spitzhut, der in der rechten Hand einen schwarzen Stock mit rotem Band hält; daneben eine rote linke Flanke, darin ein goldener Balken, der von einem silbernen Pfahl überdeckt wird.[4]
Markt Burgebrach In Rot über grünem Schildfuß auf gewelltem, blauem Balken stehend eine silberne Burg mit Treppengiebel über dem offenen Tor, beiderseits je ein silberner Zinnenturm mit blauem Spitzdach.[5]
Markt Burgwindheim In Silber ein aufspringender golden gekrönter schwarzer Windhund mit goldenem Halsband.[6]
Markt Buttenheim Gespalten; vorne geteilt von Silber und Schwarz, oben eine wachsende rote Saufeder, hinten unter rotem Schildhaupt in Silber ein senkrechtes blaues Messer.[7]
Markt Ebrach Über rotem Schildfuß, darin ein silberner Schrägwellenbalken, in Gold ein springender schwarzer Eber, der einen silbernen Abtstab schräg im Maul hält.[8]
Gemeinde Frensdorf Gespalten von Blau und Gold; vorne übereinander zwei linksgewendete, schreitende silberne Löwen, hinten der heilige Johannes der Täufer in schwarzem Fellgewand, in der Rechten einen schwarzen Kreuzstab haltend, zu seinen Füßen ein schwarzes Lamm.[9]
Gemeinde Gerach Gespalten von Schwarz und Silber; vorne ein linksgewendeter goldener Hahn, hinten über einem schräglinken roten Wellenbalken ein fünfstrahliger roter Stern.[10]
Gemeinde Gundelsheim Geteilt von Schwarz und Gold, an der Teilungslinie ein oberhalbes goldenes Glevenrad und ein unterhalbes schwarzes Mühlrad.[11]
Stadt Hallstadt In Gold zwei schräg gekreuzte silberne Hellebarden mit schwarzen Schäften.
Markt Heiligenstadt i.OFr. In Silber auf silbernen Wolken stehend der Erzengel Michael mit goldenen Flügeln, rotem Mantel und blauem Untergewand, einem goldenen Helm mit rotem Federbusch auf dem Haupt, in der Rechten ein goldenes Schwert mit blauer Klinge in der Linken einen grünen Olivenzweig.[12]
Markt Hirschaid In Silber ein aus einem halben achteckigen blauen Stern wachsender schwarzer Hirsch.[13]
Gemeinde Kemmern In Rot über gekreuztem silbernen Schwert und silbernem Schlüssel eine goldene Traube.[14]
Gemeinde Königsfeld In Rot zwei schräg gekreuzte silberne Streitflegel, darüber eine goldene Krone, darunter eine goldene Pilgermuschel.[15]
Gemeinde Lauter In Rot zwei silberne Flüge mit jeweils nach innen wachsenden, bekleideten, silbernen Armen, die den Stil eines senkrecht gestellten goldenen Rostes halten.[16]
Gemeinde Lisberg In Blau über einem goldenen Tisch ein offener Flug, der rechts von Rot und Silber, links von Silber und Rot geteilt ist.[17]
Gemeinde Litzendorf Gespalten von Gold und Blau; vorne ein mit einer silbernen Schrägleiste überdeckter, rot bewehrter schwarzer Löwe, hinten ein silberner Helm mit Nasenschutz.[18]
Gemeinde Memmelsdorf Gespalten; vorne in Gold die Gestalt eines Zentrichters mit schwarzem Umhang und schwarzem Hut, der in der Rechten einen silbernen Stab, in der Linken ein goldenes Buch hält; hinten in Silber ein aus einem grünen Dreiberg wachsender grüner Eichbaum mit goldenen Eicheln.[19]
Gemeinde Oberhaid In Rot ein silberner Flug mit daraus wachsendem, silbern bekleidetem Arm, der ein goldenes Balkenkreuz emporhält; unten rechts ein schwebendes silbernes Schildchen, darin ein durchgehendes schwarzes Kreuz.[20]
Gemeinde Pettstadt Geteilt und oben gespalten von Silber und Rot, unten Blau, darauf schräg gekreuzt ein goldenes Ruder und ein goldener Schmiedehammer, belegt mit einer silbernen Krone.[21]
Gemeinde Pommersfelden Geteilt; oben in Silber ein blauer Pfahl, der mit dem silbernen Großbuchstaben T belegt ist, beseitet von je einem roten Zinnenturm, unten in Rot auf drei gesenkten silbernen Spitzen schreitend ein blau gekrönter und bewehrter doppelschwänziger goldener Löwe.[22]
Gemeinde Priesendorf In Rot über einem silbernen Hirschgeweih schräg gekreuzt zwei goldene Messer, darüber eine silberne heraldische Lilie.[23]
Markt Rattelsdorf In Silber auf grünem Boden eine rote Kirche mit Dachreiter und blauen Dächern, davor stehend ein grüner Nadelbaum; aus dem linken Schildrand hervorbrechend ein schwarz bekleideter Arm, der ein schwarzes Kreuz hält.
Gemeinde Reckendorf In Blau ein goldenes Boot, darin stehend ein silberner Fährmann mit silberner Ruderstange in der rechten Hand; im rechten Obereck ein goldener Ziegel, im linken Obereck eine goldene Hopfenblüte.[24]
Stadt Scheßlitz Über einer durchgehenden silbernen Zinnenmauer gespalten von Gold und Silber; vorne ein mit einer silbernen Schrägleiste überdeckter, rot bewehrter schwarzer Löwe, hinten eine aufrechte rote Fischangel.
Stadt Schlüsselfeld In Rot ein schräglinker silberner Schlüssel mit dem Bart nach oben, begleitet von zwei sechsstrahligen goldenen Sternen.
Gemeinde Schönbrunn i.Steigerwald Gespalten von Rot und Gold; vorne ein silberner Röhrenbrunnen, hinten ein mit einer silbernen Schrägleiste überdeckter, rot bewehrter, schwarzer Löwe.[25]
Gemeinde Stadelhofen Gespalten von Gold und Blau; vorne ein roter Balken mit einem silbernen Doppelspringer, hinten ein silberner Balken mit einer roten heraldischen Rose mit goldenem Butzen und grünen Kelchblättern.[26]
Gemeinde Stegaurach In Silber unter einem erhöhten, schmalen blauen Wellenbalken, auf dem ein durchgehender roter Steg steht, ein aus dem linken Schildrand wachsender schwarzer Auerochse.[27]
Gemeinde Strullendorf Geteilt von Gold und Rot; oben drei zwei zu eins gestellte schwarze Mohrenköpfe, unten eine goldene Biene.[28]
Gemeinde Viereth-Trunstadt Gespalten von Rot und Silber; vorne ein linksgewendeter halber silberner Flug, hinten ein roter Widderrumpf.[29]
Gemeinde Walsdorf Gespalten von Gold und Rot, im Schildfuß belegt mit einem schwarzen Schild, darin ein goldener Balken; vorne eine schwarze Pferdebremse, unterlegt mit einem roten Lederseil, hinten ein silberner Rost.[30]
Gemeinde Wattendorf In Blau vorne ein nach links sehender silberner Adler; hinten ein goldener Kelch, aus dem ein goldener Abtstab wächst.[31]
Markt Zapfendorf Geteilt von Rot und Gold; oben zwei wachsende, schräg gekreuzte goldene Gewandnadeln, unten ein wachsender rotbewehrter, mit einer silbernen Schrägleiste überdeckter schwarzer Löwe.[32]

## Ehemalige Gemeinden mit eigenem Wappen

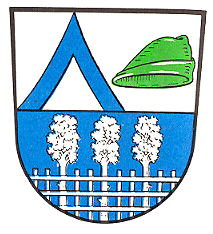
Gemeinde Aschbach Geteilt von Silber und Blau; oben vorne ein eingeschweifter blauer Sparren, hinten ein grüner Bauernhut; unten hinter einem silbernen Gatterzaun aufwachsend nebeneinander drei silberne Eschen.
Gemeinde Ebing In Rot ein silberner Flug mit seitlich daraus hervorwachsendem silbern bekleidetem Arm, der einen oben mit einer silbernen Muschel belegten silbernen Jakobsstab hält.[34]
Gemeinde Herrnsdorf Durch einen quer durchgehenden silbernen Pilgerstab geteilt von Rot und Schwarz; oben ein schräg liegender silberner Schlüssel, unten eine goldene Wolfsangel.[35]
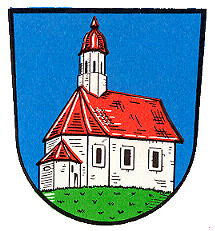
Gemeinde Heuchelheim In Blau auf grünem Boden eine silberne Kirche mit Dachreiter und roten Dächern.
Gemeinde Reundorf In Rot zwei einander zugewandte silberne Flüge mit je einem daraus zur Mitte hervorwachsenden bekleideten silbernen Arm; in der Hand des vorderen Arms ein schräg links gestellter goldener Abtstab, in der Hand des hinteren Arms ein schräg gestellter Kreuzstab; die beiden Stäbe sind gekreuzt.
Gemeinde Sassanfahrt In Rot zwei schräg gekreuzte silberne Ruder, darüber eine silberne Rose mit goldenem Butzen, darunter ein silberner Henkelkorb.[37]
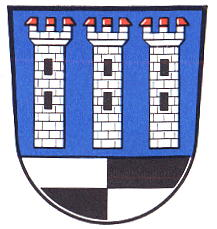
Gemeinde Steppach Über Silber und Schwarz geviertem Schildfuß in Blau nebeneinander drei silberne Quadertürme mit rot gedeckten Zinnen.
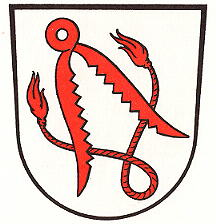
Gemeinde Thüngfeld In Silber eine schräg gestellte rote Pferdebremse über einem verschlungenen, geflochtenen roten Lederseil.
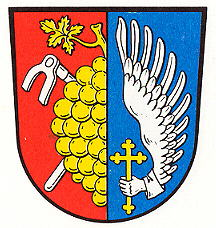
Gemeinde Trosdorf Gespalten von Rot und Blau; vorne eine halbe goldene Weintraube mit Stiel und Blatt am Spalt, unterlegt von zwei schräg gekreuzten silbernen Karsten; hinten ein silberner Flügel mit silberner Hand, die ein goldenes Kleeblattkreuz hält.
Gemeinde Trunstadt In Rot ein schreitendes Lamm, unten ein goldener Ring mit silbernem Stein.[41]